# Укрсудпром
Асоціація суднобудівників України «Укрсудпром» — недержавне об'єднання суднобудівних і судноремонтних підприємств України, а також пов'язаних з ними виробництв і структур.

## Історія
25 березня 2016 року представники асоціації брали участь у круглому столі Державного агентства рибного господарства України щодо розвитку рибопромислового флоту України.

## Основні цілі
- Представлення та захист інтересів членів Асоціації в державних та інших структурах;
- Розвиток міжнародного ділового співробітництва;
- Сприяння розширенню взаємин між членами Асоціації, налагодження та підтримка дружніх, партнерських зв'язків між ними;
- Захист інтересів членів Асоціації в міжнародних організаціях, виконання представницьких функцій, інтеграція в світовий ринок суднобудівних і судноремонтних послуг, легалізація міжнародних норм цих послуг через державні органи України;
- Сприяння налагодженню зв'язків із зарубіжними партнерами, участь в міжнародних виставках, конференціях, пошук потенційних партнерів і налагодження прямих контактів між ними і членами Асоціації.

## Члени

### Суднобудівні і судноремонтні заводи і фірми
- Миколаївський суднобудівний завод `Океан`. Публічне акціонерне товариство.
- Севастопольський морський завод. Публічне акціонерне товариство.
- Судостроітельний завод ім. 61 комунара Державне підприємство
- Чорноморський суднобудівний завод. Публічне акціонерне товариство.
- Суднобудівний завод «Залив». Акціонерне товариство
- Херсонський суднобудівний завод. Публічне акціонерне товариство.
- Феодосійська суднобудівна компанія «Море». Відкрите акціонерне товариство.
- Завод «Кузня на Рибальському». Публічне акціонерне товариство.
- Київський суднобудівельно-судноремонтний завод. Закрите акціонерне товариство.
- Херсонський державний завод «Паллада». Державне підприємство.
- Кілійський суднобудівно судноремонтний завод. Державне підприємство.
- Азовський судноремонтний завод (ТОВ «СРЗ»). Товариство з обмеженою відповідальністю
- Судноремонтний завод «Південний Севастополь». Товариство з обмеженою відповідальністю
- Керченський судноремонтний завод. Державне підприємство.
- «Аргона». Товариство з обмеженою відповідальністю
- «Приморець». Приватне акціонерне товариство.
- «Морський Індустріальний комплекс». Публічне акціонерне товариство.
- Суднобудівна верф «Оріон». Приватне підприємство.

### Підприємства суднового машинобудування та морського приладобудування
- Завод «Екватор». Публічне акціонерне товариство
- «Дніпровське підприємство Ера». Приватне акціонерне товариство.
- «Завод` ГідрУМ». Товариство з обмеженою відповідальністю.
- МАРКО ЛТД. Товариство з обмеженою відповідальністю.
- НВКГ «Зоря» — «Машпроект». Державне підприємство.

### Проектні та науково-дослідні організації
- «Чорноморсудопроект». Відкрите акціонерне товариство.
- Центральне конструкторське бюро «Шхуна». Відкрите акціонерне товариство
- Інститут гідромеханіки НАН України
- Проектно-дизайнерське бюро «ПроЛайн». Товариство з обмеженою відповідальністю
- Центральне конструкторське бюро «Ізумруд»
- «Морське інженерне бюро». Товариство з обмеженою відповідальністю
- Центральне конструкторське бюро «Корал». Публічне акціонерне товариство.
- Київський державний НДІ гідроприладів. Державне підприємство.

### Класифікаційні спілки
- Морський реєстр судноплавства. Приватне акціонерне товариство
- Регіональне управління в Україні російського морського реєстру судноплавства.
- «Германішер Ллойд Україна». Дочірнє підприємство.
- Класифікаційне товариство Реєстр судноплавства України. Державне підприємство.

### Навчальні заклади
- Національний університет кораблебудування імені адмірала Макарова
- Київська державна академія водного транспорту імені гетьмана Петра Конашевича-Сагайдачного.

### Інші підприємства та організації
- «Мадек Лтд». Товариство з обмеженою відповідальністю
- «ЕкспоМиколаїв». Товариство з обмеженою відповідальністю.
- Миколаївський регіональний філіал `УГМК`. Акціонерне товариство.
- Судномодельний центр «Альбатрос»
- «МедіаКомпас». Рекламно-інформаційне агентство.
- «ЮГРЕФТРАНСФЛОТ». Публічне акціонерне товариство.
- Юридична компанія «верум Лойерс». Товариство з обмеженою відповідальністю.
- Журнал «Суднобудування і судоремонт».

### Іноземні асоційовані члени
- Overseas Agency Ltd. (Греція)
- Laskaridis Shipping Co. Ltd. (Греція)

## Керівництво
- президент асоціації Віктор Лисицький[1]
- виконавчий директор Сергій Лисенко[1]